# Famille Virkkunen
Virkkunen ou Wirkkunen est un nom de famille finlandais.
Certains des porteurs du nom ont finnicisé leur nom de famille à partir du nom Snellman, certains Virkkunen portent le nom d'origine.

## Personnalités connues
- Aili Virkkunen (1909–1998),  chargée de cours au séminaire d'enseignants
- Artturi H. Virkkunen (1864–1924), rédacteur en chef de Uuden Suomen, recteur de l'université de Turku
- Carita Virkkunen, Mona Carita (1962-), chanteuse
- Eero Virkkunen (1948-), , joueur de football
- Heimer Virkkunen (1899–1968), comte, pasteur et auteur
- Henna Virkkunen (1972-), femme politique
- Henrik Virkkunen (1917–1963), économiste d'entreprise, recteur d'école de commerce
- Jaakko Virkkunen (1912–1998), journaliste
- Janne Virkkunen (s. 1948), rédacteur en chef d'Helsingin Sanomat
- Joe Wirkkunen (1928–1986), entraîneur de hockey finlando-canadien
- Jouko Virkkunen (1933–2011), professeur de techniques de régulation
- Juha Virkkunen (1941–2008), journaliste, fils de Veli Virkkunen
- Kaisu Virkkunen (1919–1996), Fondateur des écoles Steiner en Finlande
- Lauri Virkkunen (1956-), présidente-directrice générale
- Lotta Virkkunen (1980-), violoniste
- Maire Virkkunen-Harki (1917–1993), chanteuse mezzo-soprano, professeur de chant
- Matti Virkkunen (1908–1980),  homme politique et directeur de banque
- Mikko Virkkunen (1910–1996), professeur, fils de Paavo Virkkunen
- Paavo Virkkunen (1874–1959), pasteur et homme politique
- Sakari Virkkunen (1925–2000), rédacteur en chef de Suomen Kuvalehti
- Samuli Virkkunen (1990-),  joueur de hockey
- Sinikka Virkkunen (1945-), entrepreneuse
- Teemu Virkkunen (1979-), joueur de hockey
- Tommi Virkkunen, président  des Oulun Kärpit
- Tuomas Virkkunen (1979-), commentateur sportif
- Urpo Virkkunen, rédacteur en chef
- Valtteri Virkkunen (1991-), joueur de hockey
- Veli Virkkunen (1913–2001),  journaliste, écrivain
- Ville Virkkunen (1976-), directeur de théâtre et dramaturge
- Väinö Virkkunen (1894–1953), colonel de Jaeger